# SwingWorker
SwingWorkerは、サン・マイクロシステムズがJava言語のSwingライブラリ向けに開発した、一般的なユーティリティークラスであり、イベントディスパッチスレッドを適切に利用できるようにするものである。Java 6になって、JREに含まれるようになった。
SwingWorkerは、いくつかの非互換・非公式なバージョンが、1998年から2006年にかけて開発されてきた経緯があるため、これらのJava 6以前のバージョンに対する説明書を使わないよう注意を払うべきである。

## Java 6.0での使用

### イベントディスパッチスレッドの問題
SwingWorkerが有効なのは、ユーザーの操作イベントに引き続いて、時間を要するタスクが実行されねばならない場合である（たとえば、JButtonを押下した後に巨大なXMLファイルをパース（構文解析）するなどの場合）。これを単純にコーディングすると、次のようになるが、
```
private
 
Document
 
doc
;

...

JButton
 
button
 
=
 
new
 
JButton
(
"Open XML"
);

button
.
addActionListener
(
new
 
ActionListener
()
 
{

        
public
 
void
 
actionPerformed
(
ActionEvent
 
e
)
 
{

            
doc
 
=
 
loadXML
();

        
}

    
});

```

これは動作はするものの、loadXML()メソッドがメインのSwingスレッドと同じスレッド（イベントディスパッチスレッド）の中で呼び出されることになるため、このメソッドの処理に時間がかかるなら、その間GUIはフリーズしてしまうことになる。

### SwingWorkerを用いた解決法
この問題はJava固有のものではなく、多くのGUIモデルに共通して起こる問題である。SwingWorkerはこれを解決する手段として、時間を要するタスクを別のバックグラウンドスレッドで処理するようにしている。これにより、この間のGUIの反応は維持されるようになる。

#### ワーカーの作成
次のコードは、loadXML()メソッドの呼び出しを包み込んだSwingWorkerを定義している。
```
SwingWorker
 
worker
 
=
 
new
 
SwingWorker
<
Document
,
 
Void
>
()
 
{

    
public
 
Document
 
doInBackground
()
 
{

        
Document
 
intDoc
 
=
 
loadXML
();

        
return
 
intDoc
;

    
}

};

```

#### ワーカーの実行
ワーカーの実行は、SwingWorker.execute()メソッドを使って開始できる。

#### 結果の取得
結果は、SwingWorker.get()メソッドを使って取得できる。
しかし、イベントディスパッチスレッド上でget()を呼び出すと、件のタスクが完了するまでの間、再描画を含むすべてのイベントをブロックしてしまうため、長時間にわたるオペレーションの場合それが完了する前にget()を呼び出すのは避けるべきである。タスク完了の後で結果を取得する方法は2つある。
- SwingWorker.done()メソッドをオーバーライドする。このメソッドは、メインのイベントディスパッチスレッドの中で呼び出される。

```
private
 
Document
 
doc
;

...

SwingWorker
 
worker
 
=
 
new
 
SwingWorker
<
Document
,
 
Void
>
()
 
{

    
public
 
Document
 
doInBackground
()
 
{

        
Document
 
intDoc
 
=
 
loadXML
();

        
return
 
intDoc
;

    
}

    
public
 
void
 
done
()
 
{

        
doc
 
=
 
get
();

    
}

};

```

- SwingWorker.addPropertyChangeListener(PropertyChangeListener)メソッドを使ってリスナーを登録する。このリスナーには、ワーカーの状態の変化が通知される。

#### 完全なワーカーの例
```
private
 
Document
 
doc
;

...

JButton
 
button
 
=
 
new
 
JButton
(
"Open XML"
);

button
.
addActionListener
(
new
 
ActionListener
()
 
{

        
public
 
void
 
actionPerformed
(
ActionEvent
 
e
)
 
{

            
SwingWorker
<
Document
,
 
Void
>
 
worker
 
=

                
new
 
SwingWorker
<
Document
,
 
Void
>
()
 
{

                
public
 
Document
 
doInBackground
()
 
{

                    
Document
 
intDoc
 
=
 
loadXML
();

                    
return
 
intDoc
;

                
}

                
public
 
void
 
done
()
 
{

                    
doc
 
=
 
get
();

                
}

            
};

            
worker
.
execute
();

        
}

    
});

```

## 歴史: Java 6.0以前の利用
SwingWorkerはJava 6.0になってはじめてJava SEの一部となった。Sunはそれ以前のJDKにおいて使われるべきバージョンをリリースしてきたが、それらはJava SEの一部ではない非公式なバージョンであって、標準ライブラリのドキュメントでは言及されていなかった。これらの古いバージョンの中で最も新しいものは2003年以降のもので、しばしば SwingWorker version 3と呼ばれる。残念なことに、JDK 6.0 の SwingWorker と Version 3 の SwingWorker は異なるメソッド名を使っているため、非互換である。Java 6以前ではバックポート版（後述）の利用が推奨される。
SwingWorker 3 をインスタンス化する例を以下に示す:
```
 
SwingWorker
 
worker
 
=
 
new
 
SwingWorker
()
 
{

   
public
 
Object
 
construct
()
 
{

     
...
 
//バックグラウンドスレッドのコードを追加する

   
}

   
public
 
void
 
finished
()
 
{

     
...
 
//ここに書いたコードはUI側のスレッドで走る

   
}

 

 
};

 
worker
.
start
();
  
//バックグラウンドスレッドを開始する

```

start()メソッドがconstruct()メソッドに追加されたコードを別スレッドで実行する。バックグラウンドスレッドが終わった時に通知を受けるには、finished()をオーバーライドするだけで良い。construct()メソッドは戻り値を返すことができ、この戻り値は後で
SwingWorkerの get()メソッドを使って取得できる。

### Java 6 SwingWorkerのバックポート版
Java 6 SwingWorkerのJava 5 へのバックポート版がhttp://swingworker.java.net/で入手可能である。これは、パッケージ名 ( org.jdesktop.swingworker )を除けば、Java 6のSwingWorkerと互換性がある。

## 同等品
- System.ComponentModel.BackgroundWorker - .NET Framework
- flash.system.Worker - Adobe Flash
- android.os.AsyncTask - Android

## 参考
1. ↑   J2SE 6.0 以前 と 以後javax.swing パッケージ概要をみよ。version 6.0までは、このドキュメントの目次ページに SwingWorker クラスが挙げられていないことにも注目されたい : , 。
2. ↑  ここからダウンロードできる。